# 풍경 (전한)
풍경(馮敬, ? ~ ?)은 초한전쟁기의 군인이자 전한 전기의 관료이다. 진나라의 장군 풍무택(馮毋擇)의 아들이며, 충직하고 용감하여 명성을 떨쳤다. 본래 서위나라의 장군으로 위표를 섬겼었다.

## 행적
고제 3년(기원전 204년), 서위나라가 한나라의 공격을 받자, 서위나라의 기병 장군으로서 대장 백직(柏直)에 속해 한나라 군과 대치했다. 이 싸움은 서위나라가 져 나라가 망하기에 이르렀다.
문제 때, 주발·장상여(張相如)와 함께 가의를 참소하였다. 문제는 본래 가의를 공경의 지위에 앉히려 하였으나, 풍경 등의 참소를 듣고 장사왕의 태부(太傅)로 좌천시켰다.
문제 6년(기원전 174년), 회남왕이 시기(柴奇)와 함께 반란을 꾀하다가 발각되었다. 결국 회남왕은 문초를 받았는데, 전객 풍경은 문초 후 승상 장창·종정 유일·정위 하·비도적중위(備盜賊中尉) 복 등과 함께 문제에게 회남왕의 죄가 사형에 해당함을 아뢰었다. 문제는 회남왕을 다시 문초하게 하였으나 똑같은 결과가 나왔는데, 끝내 문제는 회남왕의 목숨을 살려주는 대신 봉국을 빼앗고 촉군으로 유배시켰다.
문제 7년(기원전 173년), 어사대부에 임명되었다.
문제 13년(기원전 167년), 문제가 육형(肉刑)을 완화하고자 했을 때 어사대부로서 승상 장창과 함께 육형을 감면하는 안을 제시했다. 이에 따라 새로운 법령을 시행하였으나, 실제로는 감면된 형벌도 가혹하여 여전히 많은 사람이 죽었다.

## 출전
- 사마천, 《사기》 권22 한흥이래장상명신연표·권23 형법지·권84 굴원가생열전
- 반고, 《한서》 권1상 고제기 上·권19하 백관공경표 下·권23 형법지·권48 가의전